# Roemheld-Syndrom
Als Roemheld-Syndrom, genannt auch gastrokardialer Symptomenkomplex, bezeichnet man in der Medizin reflektorische Herzbeschwerden, die durch Gasansammlungen im Darm und im Magen, z. B. durch übermäßiges Essen, durch blähende Speisen oder durch Anomalien im Magen-Darm-Trakt, die einen normalen Transport des Mageninhalts behindern, hervorgerufen werden.
Das Roemheld-Syndrom ist nach dem Internisten Ludwig Roemheld (1871–1938) benannt, der den Symptomenkomplex 1912 erstmals beschrieb.

## Symptome
- Herzklopfen
- Kurzatmigkeit
- Angstzustände
- Hitzewallungen
- Atemnot
- Extrasystolen
- Schwindel und Schlafstörungen

Durch Luft- bzw. Gassammlung im Magen-Darm-Trakt wird das Zwerchfell nach oben gedrückt und kann direkten oder indirekten Druck auf das Herz ausüben. Es können verschiedene Herzbeschwerden entstehen, unter anderem Schmerzen, die einer Angina pectoris (Brustenge) ähneln. In schweren Fällen kann es zu einer kurzzeitigen Ohnmacht kommen.

## Ursachen
- Lebensmittelintoleranzen
- Gastroenteritis
- funktionelle Magen-Darm-Störungen wie z. B. das Reizdarmsyndrom
- Hiatushernie
- Aerophagie (Luftschlucken)

Jede Passagestörung im oberen Magen-Darm-Trakt kann Herzbeschwerden im Sinne eines Roemheld-Syndroms auslösen, darunter auch eine paraösophageale Hiatushernie, bei der Teile des Magens neben die Speiseröhre in den Brustraum verschoben sind.

## Therapie
Alles, was Blähungen mildert, kann auch hilfreich gegen das Roemheld-Syndrom sein. Dazu zählen das Meiden blähender Speisen, viel körperliche Bewegung (Stärkung der Zwerchfellmuskulatur) und Abbau von Übergewicht. Verschiedene Hausmittel, wie gequollene Flohsamenschalen oder ein Tee aus Kümmel, Anis und Fenchel, können zusätzlich helfen, Luft aus dem Darm zu resorbieren. Die Arzneistoffe Dimeticon und Simeticon wirken ebenfalls gegen die Ansammlung von Gasen im Magen-Darm-Trakt.